# Долговка (Челябінська область)
Долговка (рос. Долговка) — село у Єткульському районі Челябінської області Російської Федерації.
Входить до складу муніципального утворення Коєлгинське сільське поселення. Населення становить 440 осіб (2010).

## Історія
Від 1 березня 1924 року належить до Єткульського району Челябінської області.
Згідно із законом від 16 листопада 2004 року органом місцевого самоврядування є Коєлгинське сільське поселення.

## Населення
| 2002 | 2010 |
| ---- | ---- |
| 441  | ↘440 |